# William Chatterton Dix
William Chatterton Dix (Bristol, 14 giugno 1837 – Cheddar, 9 settembre 1898) è stato un poeta e paroliere britannico, autore di inni religiosi e canti natalizi.
In carriera, scrisse circa una quarantina tra inni e canti natalizi.  Tra le sue composizioni più celebri, figurano i testi dei canti natalizi As with Gladness Men of Old e What Child Is This?.

## Biografia
William Chatterton Dix nacque a Bristol (Inghilterra), il 14 giugno (o 14 maggio) 1837. Suo padre era un chirurgo e diede al figlio il nome Chatterton in onore del poeta Thomas Chatterton, del quale aveva scritto una biografia, intitolata The Life of Thomas Chatterton.
Da giovane frequentò la Bristol Grammar School con l'intenzione di intraprendere la carriera in ambito commerciale.
In seguito, diventò il manager di una compagnia assicurativa navale a Glasgow.
Dopo essersi ammalato, iniziò però a dedicarsi alla poesia.
Il giorno dell'Epifania del 1860, mentre era a letto malato, compose il testo del canto natalizio As with Gladness, Men of Old.
Nel 1885, scrisse l'opera The Pattern Life, una raccolta di inni inediti destinata ai bambini.
Morì a Cheddar, nel Somerset, il 9 settembre 1898.

## Opere e raccolte (lista parziale)[3][7][9]
- Hymns of Love and Joy (1861)
- Altar Songs, Verses on the Holy Eucharist (1867)
- A Vision of All Saints (1871)
- Seekers of a City (1878)
- The Pattern Life (1885)

## Composizioni (lista parziale)[2][3][5][7][8]
- Alleluia! Sing to Jesus!
- As with Gladness, Men of Old (1860)
- Christians, Carol Sweetly
- Come unto Me, Ye Weary
- God Cometh, Let the Heart Prepare
- How Long, O Lord, How Long, We Ask
- In Our Work and in Our Play
- In the Hollow of Thine Hand
- Lift Up Your Songs, Ye Angel Choirs
- Lift Up Your Songs, Ye Thankful
- Like Silver Lamps in a Distant Shrine
- The Manger Throne
- Now in Numbers Softly Flowing
- Now, My Soul, Rehearse the Story
- Now, O Father, We Adore Thee
- Only One Prayer Today
- On the Waters Dark and Drear
- O Thou, the Eternal Son of God
- Sitting at Receipt of Custom
- The Stars Above Our Head
- To Thee, O Lord, Our Hearts We Raise
- A Vision of All Saints (1871)
- What Child Is This?
- When the Shades of Night Are Falling
- Within the Temple's Hallowed Courts